# Byków (stacja kolejowa)
Byków – dawna stacja kolejowa kolejki wąskotorowej w Magdalence, w gminie Ulhówek, w powiecie tomaszowskim, w województwie lubelskim.